# Capparidastrum macrophyllum
Capparidastrum macrophyllum är en kaprisväxtart som först beskrevs av Carl Sigismund Kunth, och fick sitt nu gällande namn av Hutchinson. Capparidastrum macrophyllum ingår i släktet Capparidastrum och familjen kaprisväxter. Inga underarter finns listade i Catalogue of Life.